# Denman Glacier
Denman Glacier är en glaciär i Antarktis. Den ligger i Östantarktis. Australien gör anspråk på området. Denman Glacier ligger 389 meter över havet.
Terrängen runt Denman Glacier är platt åt sydost, men åt nordväst är den kuperad. Trakten är obefolkad. Det finns inga samhällen i närheten.